# Molen te Neeralfene
De Molen te Neeralfene is een watermolen in de Vlaams-Brabantse plaats Ternat, gelegen aan de Neeralfenestraat 1.
Deze bovenslagmolen op de Steenvoordebeek fungeerde als korenmolen.

## Geschiedenis
In 1448 werd voor het eerst melding gemaakt van een watermolen op deze plaats. De molen behoorde aan de adellijke families T'Serclaes en De Fourneau. Door oorlogshandelingen in de 17e eeuw werd de molen vernield. In 1686 was hij weer in bedrijf. Het huidige molenhuis werd in de 19e eeuw gebouwd. Er kwam een metalen bovenslagrad.
In de jaren 80 van de 20e eeuw werd het molenhuis tot woning omgebouwd. Het binnenwerk verdween, het rad is nog aanwezig, maar het wordt niet meer door water aangedreven.